# Norstjärnen (Skinnskattebergs socken, Västmanland)
Norstjärnen är en sjö i Skinnskattebergs kommun i Västmanland och ingår i Norrströms huvudavrinningsområde. Sjön är 7,2 meter djup, har en yta på 0,02 kvadratkilometer och befinner sig 139 meter över havet.